# Amar Belani
Amar Belani (en arabe : عمار بلاني), né le 18 mars 1953 à Guelma, est un diplomate algérien. Après avoir occupé de nombreuses fonctions diplomatiques à travers le monde, il officie depuis le 28 mai 2023 comme ambassadeur d'Algérie en Turquie.
Son engagement en faveur de la position algérienne sur le Sahara occidental lui vaut d'être haï par plusieurs journaux marocains proches du pouvoir et d'être surnommé par les journaux algériens « la bête noire du Maroc »,,.

## Biographie
Amar Belani naît le 18 mars 1953 à Guelma.
Diplômé de la section diplomatique de l'ENA d'Alger en 1976, il commence sa carrière comme chef de bureau chargé des relations avec l'URSS (1978-1983). Armé de cette première expérience, il poursuit sa carrière dans les pays de l'Est, d'abord comme premier secrétaire de l'ambassade d'Algérie à Bucarest (1983-1986), puis comme conseiller diplomatique à l'ambassade d'Algérie à Moscou (1986-1989). Après un retour en Algérie à la direction de la prospective du ministère (1989-1993) et un passage à Paris comme ministre-conseiller (1993-1996), il revient en Europe de l'Est, cette fois-ci avec le portefeuille d'ambassadeur auprès de la Pologne et de la Lituanie (1996-2000). Son expertise concernant cette partie du monde lui permet d'être nommé « directeur Europe orientale » de la « direction générale Europe » du ministère algérien des Affaires étrangères (2000-2004). 
De 2004 à 2009, il est l'ambassadeur de l'Algérie auprès de la Malaisie, de la Thaïlande et des Philippines. 
Du 20 novembre 2009 au 18 mars 2014, il est directeur général de la Communication, de l'Information et de la Documentation du ministère algérien des Affaires étrangères. 
De 2014 à 2020, il est l'ambassadeur de l'Algérie auprès de la Belgique, de l'Union européenne et de l'OTAN. Alors qu'il occupe ce poste, il irrite une bonne partie de la presse marocaine proche du pouvoir en étant le porte-parole de la position algérienne sur le Sahara occidental.
Par la suite, il est nommé le 5 septembre 2021 envoyé spécial de l'Algérie chargé du Sahara occidental et des pays du Maghreb.
Pressenti pour être ministre des Affaires étrangères après la démission de Ramtane Lamamra, c'est finalement Ahmed Attaf qui est nommé en mars 2023.
Le 28 mai 2023, sa nomination en tant qu'ambassadeur d'Algérie en Turquie est approuvé par le gouvernement turc (Erdoğan IV), le jour du second tour des élections présidentielles dans le pays.